# Juchym Zvjahilskyj
Juchym Leonidovyč Zvjahilskyj (ukrajinsky Юхим Леонідович Звягільський; rusky Ефим Леонидович Звягильский – Jefim Leonidovič Zvjagilskij; 20. únor 1933 Doněck – 6. listopadu 2021) byl ukrajinský politik. Od 11. června 1993 do 4. července 1994 byl vicepremiérem Ukrajiny, přičemž z toho od 22. září do 15. června po demisi Leonida Danylovyče Kučmy vykonával z titulu funkce vicepremiéra premiérské funkce. Předtím byl v letech 1992–1993 starostou Doněcka.
Vystudoval na důlního inženýra a pak pracoval v hornictví, od roku 1979 do roku 1992 jako vedoucí na
dole Oleksandra Zasjaďka. Do parlamentu Ukrajiny byl zvolen poprvé v roce 1990, nejprve za Komunistickou stranu Sovětského svazu, později jako nezávislý kandidát a od roku 2002 jako kandidát Strany regionů. V parlamentních volbách v roce 2014 byl zvolen opět jako nezávislý kandidát (vzhledem k narušení voleb válkou na východní Ukrajině mu stačilo pouhých 1450 hlasů) a v parlamentu se přidal k frakci Opoziční blok.
Podle oznámení ze 4. listopadu 2021 byl Jefim Zvjagilskij odvezen s covidem-19 ve vážném stavu do jedné z kyjevských nemocnic. Zde na komplikace spojené s onemocněním 6. listopadu zemřel.